# Mycena juncicola
Mycena juncicola är en svampart som tillhör divisionen basidiesvampar, och som först beskrevs av Fr., och fick sitt nu gällande namn av Gillet. Mycena juncicola ingår i släktet Mycena, och familjen Favolaschiaceae. Arten är reproducerande i Sverige.